# (3755) Lecointe
(3755) Lecointe es un asteroide perteneciente al cinturón de asteroides, descubierto el 19 de septiembre de 1950 por Sylvain Julien Victor Arend desde el Real Observatorio de Bélgica, Uccle.

## Designación y nombre
Designado provisionalmente como 1950 SJ. Fue nombrado Lecointe en honor al astrónomo belga Georges Lecointe.